# Les Bidochon en voyage organisé
 (janvier 2023).
Si vous disposez d'ouvrages ou d'articles de référence ou si vous connaissez des sites web de qualité traitant du thème abordé ici, merci de compléter l'article en donnant les références utiles à sa vérifiabilité et en les liant à la section « Notes et références ».
Ne doit pas être confondu avec Le Voyage organisé.
Les Bidochon en voyage organisé est le sixième album de la série Les Bidochon créée par Christian Binet, paru en 1984.

## Synopsis
Robert et Raymonde ont gagné un voyage pour un pays de l'est soviétique sur une boîte de raviolis. Enfer et paradis du voyage organisé pour touristes conciliants.

## Commentaires
- C'est la seule aventure des Bidochon qui se déroule hors de France.
- C'est une critique acerbe des voyages organisés. On y rencontre un organisateur obsédé par le planning et le règlement, un guide cultivé que personne n'écoute, des autochtones prêts à tout pour arnaquer les touristes.

## Personnages
Les Bidochon partent avec quatre autres couples, tous stéréotypés.
- Monsieur et Madame Calipe : Monsieur Calipe est organisé, il a acheté un guide, un vrai, un cher qui recense absolument tout du pays visité. Le groupe préfère l'écouter plutôt que le guide.
- Monsieur et Madame Finkbeiner : elle est un peu effacée, lui est tout le contraire. C'est un grand et gros touriste alsacien, inspiré d’un directeur de la rédaction de Fluide Glacial du même nom au début des années 1980, qui fait rire tout le groupe par ses blagues qu'il signale au moyen de deux clignements de l'œil gauche. Chacune de ses blagues est accompagnée de rires et de la même exclamation : « celui-là alors ! »
- Monsieur et Madame Nardon : eux, les attrape-nigauds, ils les voient venir à 200 mètres. Car ils reviennent d'un voyage en Afrique qui fut désastreux et ne peuvent pas s'empêcher de comparer et de fatiguer tout le monde avec leurs anecdotes. Il appelle sa femme « Maman ».
- Messieurs Rotrou et Vessières : un couple de trentenaires homosexuels qui jure terriblement parmi tous ces hétéros de plus de quarante ans. Complètement à part du groupe, ils ne participent à aucune de leurs aventures. Chacune de leurs bulles est agrémentée d'une note de musique et d'une petite fleur.

## Couverture
Comme à la chorale, les Bidochon et le reste du groupe récitent le règlement devant l'organisateur qui leur donne le rythme.